# یواس‌اس اسپیت‌فایر (۱۸۰۳)
یواس‌اس اسپیت‌فایر (۱۸۰۳) (به انگلیسی: USS Spitfire (1803)) یک کشتی بود که طول آن not known بود. این کشتی در سال ۱۸۰۳ ساخته شد.